# Mothra contre Godzilla
Pour les articles homonymes, voir Godzilla.
Ne doit pas être confondu avec Godzilla vs Mothra.
Série Showa
King Kong contre Godzilla
(1962) Ghidrah, le monstre à trois têtes
(1964)
Série Millenium
Mothra
(1961) Godzilla 2000
(1999)
Pour plus de détails, voir Fiche technique et Distribution.
Mothra contre Godzilla (モスラ対ゴジラ, Mosura tai Gojira) est un film japonais réalisé par Ishirō Honda, sorti en 1964.

## Synopsis
Godzilla attaque le Japon une nouvelle fois et rencontre une autre créature, Mothra, qui va l'affronter.

## Fiche technique
- Titre : Mothra contre Godzilla
- Titre original : モスラ対ゴジラ (Mosura tai Gojira?)
- Titre anglais : Mothra vs Godzilla
- Réalisation : Ishirō Honda
- Scénario : Shinichi Sekizawa
- Production : Sanezumi Fujimoto et Tomoyuki Tanaka
- Musique : Akira Ifukube
- Photographie : Hajime Koizumi
- Montage : Ryohei Fujii
- Décors : Takeo Kita
- Pays d'origine : Japon
- Langue : japonais
- Format : Couleurs (Eastmancolor) - 2,35:1 (Tohoscope) - Mono - 35 mm
- Genre : kaijū eiga
- Durée : 89 minutes
- Date de sortie : 
  -  Japon : 29 avril 1964
  -  États-Unis : 17 septembre 1964
  -  France : 25 janvier 1995
- Auteur / Adaptateur (VF) : Gilles Coiffard

## Distribution
- Akira Takarada : le reporter Ichiro Sakai
- Yuriko Hoshi : le photographe Junko 'Yoka' Nakanishi
- Hiroshi Koizumi : Professeur Miura
- Yū Fujiki : le reporter Jiro Nakamura
- Emi Ito (The Peanuts) : Shobijin (une fée jumelle)
- Yūmi Ito (The Peanuts) : Shobijin (une fée jumelle)
- Yoshifumi Tajima : Kumayama
- Kenji Sahara : Banzo Torahata
- Jun Tazaki : Rédacteur Arota
- Kenzo Tabu : le maire
- Yutaka Sada : un vieil homme
- Akira Tani : un villageois
- Senkichi Omura : un villageois
- Hironobu Wakamoto : un villageois
- Susumu Fujita : un officiel chargé des relations publiques
- Ikio Sawamura : le prêtre
- Ren Yamamoto : un marin
- Yoshio Kosugi : le chef de l'île aux enfants
- Haruo Nakajima : Godzilla